# Rossella Cavallini
Rossella Cavallini (Ravenna, 10 febbraio 1979) è un'ex calciatrice italiana, di ruolo attaccante.

## Carriera

### Club
Durante il calciomercato estivo 2010 coglie l'occasione offertale dalla neopromossa Südtirol Vintl Damen per tornare a giocare in Serie A per la stagione entrante. Cavallini risulta la più prolifica marcatrice della squadra, siglando 7 reti e scendendo in campo tutti i 26 incontri di campionato, risultato che però non basta a risalire dalla parte bassa della classifica condannando le altoatesine alla retrocessione.
Rimasta tre campionati al Graphistudio Pordenone, nel quale ha indossato la fascia di capitano, al termine della stagione di Serie A 2013-2014 a causa delle difficoltà economiche della società pordenonese decide di accordarsi con il Fortitudo Mozzecane, società di Mozzecane, in provincia di Verona, scelta peraltro congeniale per la sua residenza nel capoluogo veronese. Con le gialloblu rimane due campionati, congedandosi al termine della stagione 2015-2016 con un tabellino personale di 44 reti sigliate su 46 incontri di campionato disputati.
Durante il calciomercato estivo 2016 sottoscrive un accordo con il Pro San Bonifacio per giocare in Serie B la stagione entrante.

## Palmarès

### Club
- Campionato italiano di Serie A2: 2

Venezia 1984: 2007-2008
Graphistudio Pordenone: 2011-2012